# 巴拉頓凱奈謝

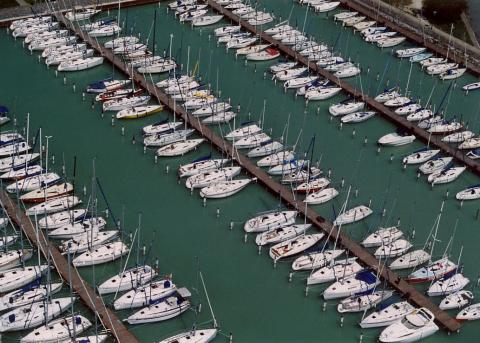

巴拉頓凱奈謝（匈牙利語：Balatonkenese，發音：[ˈbɒlɒtoŋkɛnɛʃɛ]）是匈牙利維斯普雷姆州的城鎮，位於該國西部巴拉頓湖畔，面積65.57平方公里，2011年人口3,224，其中約一半居民信奉天主教。

## 外部連結
- Street map (Hungarian)